# Rača (Priboj)
Pour les articles homonymes, voir Rača.
Rača (en serbe cyrillique : Рача) est une localité de Serbie située dans la municipalité de Priboj, district de Zlatibor. Au recensement de 2011, elle comptait 1 676 habitants.
Rača est officiellement classée parmi les villages de Serbie.

## Démographie
| 1948 | 1953 | 1961  | 1971  | 1981  | 1991  | 2002  | 2011  |
| ---- | ---- | ----- | ----- | ----- | ----- | ----- | ----- |
| 848  | 917  | 1 056 | 1 027 | 1 018 | 1 277 | 1 313 | 1 676 |

|  |